# الدوري الأوروغواياني لكرة القدم 1907
الدوري الأوروغواياني لكرة القدم 1907 (بالإسبانية: Campeonato Uruguayo de Primera División 1907)‏ هو الموسم 7 من  الدوري الأوروغواياني لكرة القدم. أشرف على تنظيمه اتحاد أوروغواي لكرة القدم، وكان عدد الأندية المشاركة فيه  6، وفاز فيه نادي كريكت سكة حديد أوروجواي الوسطى.